# Morte de Jeffrey Epstein
Em 10 de agosto de 2019 o financista estadunidense condenado Jeffrey Epstein foi encontrado desmaiado na cela do Centro Correcional Metropolitano, onde aguardava julgamento por novas acusações de tráfico sexual. Os guardas da prisão realizaram RCP e transportaram-no em paragem cardíaca para o New York Downtown Hospital, onde foi declarado morto às 6:39 da manhã. O médico legista de Nova Iorque considerou a morte de Epstein um suicídio por enforcamento. No entanto, os advogados de Epstein contestaram essa conclusão e abriram sua própria investigação. Michael Baden, que foi contratado pelo irmão de Epstein para supervisionar a autópsia, é o proponente mais vocal da teoria do estrangulamento homicida, em vez de enforcamento suicida.
Depois de expressar inicialmente suspeita, o procurador-geral William Barr descreveu a morte de Epstein como "uma tempestade perfeita de estragos". Tanto o FBI quanto o Inspetor Geral do Departamento de Justiça dos Estados Unidos estão conduzindo investigações sobre as circunstâncias de sua morte. Os guardas de plantão foram posteriormente acusados de conspiração e falsificação de registros. Como resultado de sua morte, todas as acusações contra Epstein foram retiradas, e as investigações em andamento sobre tráfico de mulheres mudaram o foco para os seus supostos associados.
Devido a violações dos procedimentos da prisão na noite da morte de Epstein, o mau funcionamento de duas câmeras na frente de sua cela e seu alegado conhecimento de saber informações comprometedoras sobre figuras poderosas, sua morte gerou especulações e teorias da conspiração sobre a possibilidade de que ele tenha sido assassinado. Em novembro de 2019, a natureza suspeita de sua morte gerou o meme "Epstein didn't kill himself".

## Detenção e prisão

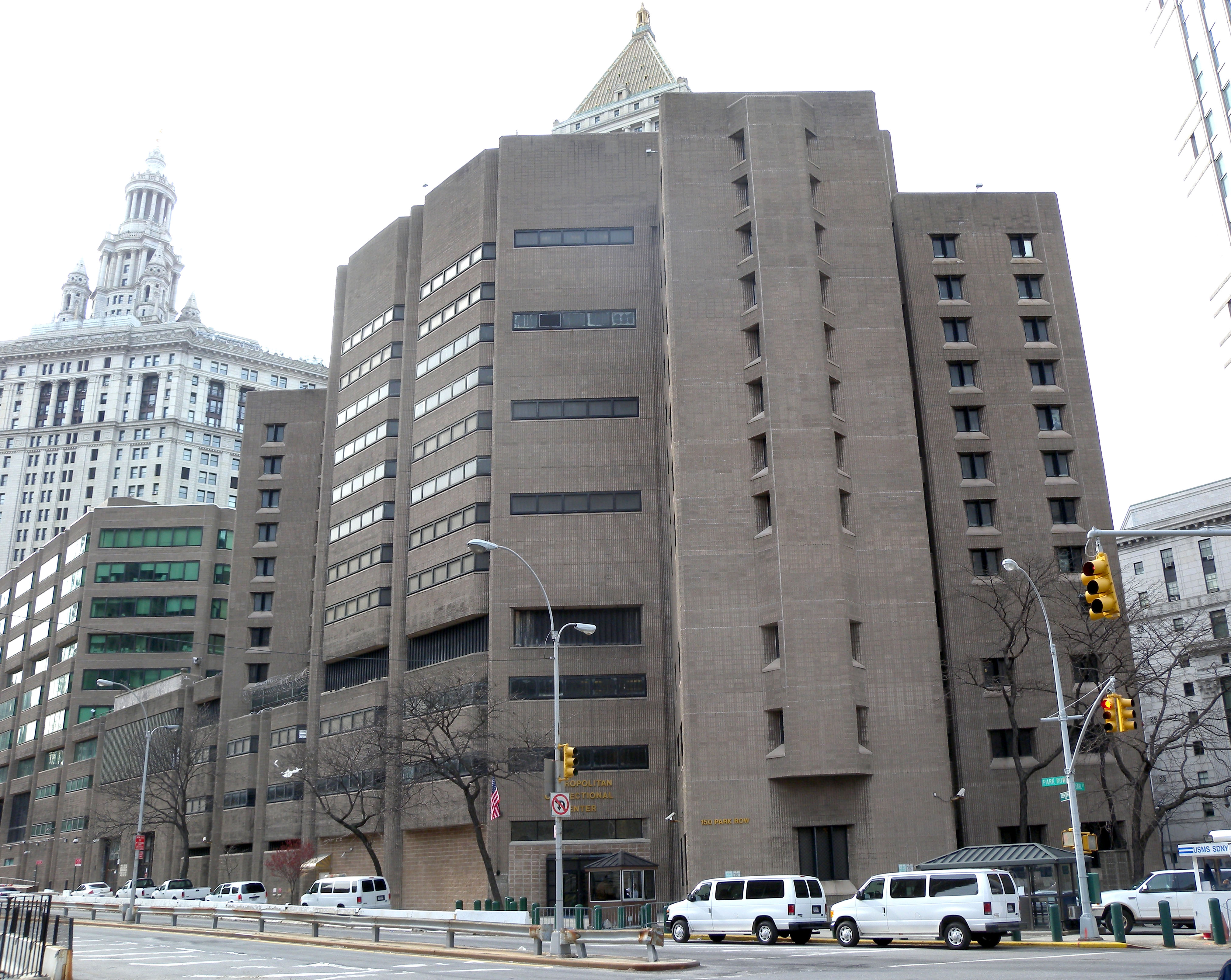
O Centro Correcional Metropolitano, onde Epstein foi mantido após sua prisão em 2019

Em 6 de julho de 2019, Jeffrey Epstein foi preso em Nova Iorque por várias acusações, incluindo tráfico sexual, no Centro Correcional Metropolitano em Lower Manhattan. Ele se declarou inocente. Epstein já havia enfrentado acusações semelhantes na Flórida em 2008, mas escapou de acusações federais em um acordo judicial.  O acordo consistia em ele se declarar culpado de duas acusações criminais do estado, pagar restituição a três dezenas de vítimas identificadas pelo FBI e se registrou como criminoso sexual nos estados da Flórida e Nova Iorque. Em 18 de julho de 2019, Epstein teve seu pedido de fiança negado depois de oferecer seiscentos mil dólares para poder usar uma tornozeleira eletrônica em sua casa em Nova Iorque. Cogitou-se um potencial de fuga devido a seus vinte voos internacionais nos dezoito meses anteriores. Epstein recorreu da decisão de negação de fiança ao Segundo Circuito de Cortes de Apelação dos Estados Unidos. No momento de sua morte, isto ainda estava pendente.

### Suposta tentativa inicial de suicídio e últimas semanas
Em 23 de julho, Epstein foi encontrado semiconsciente em sua cela com ferimentos no pescoço. Ele disse aos advogados que havia sido agredido por seu colega de cela. Seu colega de cela, um ex policial nova-iorquino suspeito de quatro assassinatos e associação ao tráfico de drogas, Nicholas Tartaglione, cujo foi interrogado por agentes penitenciários, mas negou ter ferido Epstein. Tartaglione afirmou que ele na verdade salvou Epstein. Uma investigação interna da prisão excluiu conexão de Tartaglione com o evento. Após a morte de Epstein, Tartaglione foi ameaçado pelos guardas da prisão para que parasse de falar e descrever a morte e as condições de Epstein na prisão para a mídia. Uma fonte não identificada sugeriu que Epstein organizou o incidente para ser transferido. Spencer Kuvin, advogado que representou três supostas vítimas de Epstein, declarou em uma entrevista em julho de 2019 após a primeira aparente tentativa de suicídio de Epstein, que ele acreditava ser uma tentativa de assassinato, e que havia uma alta probabilidade de que Epstein fosse assassinado na prisão.
Como resultado do incidente, Epstein foi colocado em vigilância suicida. Em uma cela de observação, cercada por janelas, onde as luzes foram deixadas acesas e quaisquer dispositivos que pudessem ser usados pelo prisioneiro para tirar sua própria vida não tinham permissão para entrarem. A equipe psicológica dispensou Epstein da vigilância suicida seis dias após um exame psiquiátrico. Algumas fontes relataram que Epstein foi removido da vigilância suicida depois de afirmar que foi Tartaglione quem "o atacou". Epstein então retornou à SHU, onde teria um colega de cela e seriam verificados a cada trinta minutos.
Epstein estaria depositando fundos nas contas de outros prisioneiros para ganhar favores ou comprar proteção. Uma nota de papel de Epstein foi encontrada em sua cela após sua morte. Nela, ele se queixou de grandes insetos rastejando em seu corpo, o guarda Tova Noel lhe dando comida queimada e um guarda intencionalmente o trancando em uma cela com chuveiro e o deixando sem roupas por uma hora. Em 8 de agosto, Jeffrey Epstein assinou seu testamento, testemunhado por dois advogados que o conheciam. O testamento nomeou dois funcionários de longa data como executores e imediatamente doou todos os seus bens, e quaisquer bens restantes em sua propriedade, a um fundo privado.

## Morte
A prisão informou o Departamento de Justiça, quando Epstein foi colocado na unidade especial de habitação (SHU), que ele teria um colega de cela e que um guarda examinaria a cela a cada 30 minutos. Esses procedimentos não foram seguidos na noite em que ele morreu. Em 9 de agosto, o companheiro de cela de Epstein foi transferido e nenhum companheiro de cela o substituiu. Na noite de sua morte, Epstein se encontrou com seus advogados, que o descreveram como "otimista" antes de ser escoltado de volta à SHU às 19:49 pela guarda Tova Noel. As imagens do circuito interno de televisão mostram que os dois guardas não realizaram a contagem de presos exigida às 22 horas e registraram Noel passando brevemente na cela de Epstein às 22:30, na última vez em que os guardas entraram no andar onde estava sua cela. Durante a noite, violando o procedimento normal da prisão, Epstein não foi checado a cada trinta minutos. Os dois guardas designados para verificar sua cela à noite nesse dia, Tova Noel e Michael Thomas, adormeceram em suas mesas por cerca de três horas e depois falsificaram registros relacionados. Duas câmeras que filmavam a cela de Epstein também pararam de funcionar naquela noite, e outra câmera tinha imagens "inutilizáveis".

### Descoberta
Como os guardas estavam distribuindo o café da manhã logo após as 6h30 da manhã de 10 de agosto, Epstein foi encontrado sem batimentos cardíacos em sua cela e isso foi relatado inicialmente como aparente suicídio. Ele foi encontrado ajoelhado com um lençol enrolado no pescoço. O lençol estava amarrado ao topo de seu beliche. Acredita-se que ele estava morto há cerca de duas horas. Os guardas realizaram RCP em Epstein, e outros prisioneiros os ouviram gritar "Respire, Epstein, respire". Às 6h33, os guardas deram um alarme, notificando o supervisor, a quem Noel disse: "Epstein se enforcou". Ele foi levado às pressas para o New York Downtown Hospital, onde foi declarado morto às 6h39. Seu corpo foi transportado para o consultório médico logo em seguida. A notícia da morte foi postada no 4chan cerca de 38 minutos antes da ABC News divulgar a notícia. Se foi postado por um socorrista, como foi especulado, provavelmente seria uma violação da lei de privacidade.
A remoção do corpo de Epstein de sua cela foi uma violação do protocolo, pois o Bureau of Prisons exige que uma cena de suicídio seja tratada com "o mesmo nível de proteção que qualquer cena de crime em que uma morte tenha ocorrido". Consequentemente, o pessoal da prisão também não conseguiu fotografar o corpo de Epstein tal como foi encontrado.

### Discrepâncias
A morte de Epstein foi a primeira morte classificada como suicida do Centro Correcional Metropolitano em quatorze anos. Michael Baden (patologista forense) e o programa jornalístico 60 Minutes questionaram se Epstein, que tinha quase um metro e oitenta de altura e pesava 84 quilos, poderia fisicamente conseguir se enforcar no beliche de baixo. As fotos tiradas após a morte também mostram frascos e remédios na cama de cima. Um ex-detento do CCM relatou que os lençóis não seriam suficientemente fortes para suportar um homem de 84 quilos sem rasgar. Baden questionou por que Epstein não usou outros materiais disponíveis em sua cela como ligadura ou fios de uma máquina de apneia do sono, que eram mais fortes e mais longos.